# Famille De Roo
Cet article concerne spécifiquement la famille De Roo / Deroo, pour les personnes portant ce nom de famille sans être nécessairement liée à celle-ci, voir Deroo
 (juillet 2024).
Si vous disposez d'ouvrages ou d'articles de référence ou si vous connaissez des sites web de qualité traitant du thème abordé ici, merci de compléter l'article en donnant les références utiles à sa vérifiabilité et en les liant à la section « Notes et références ».
La famille De Roo ou Deroo de Kanegem est issue de Guillielmus De Roo de Kanegem (17 avril 1372 - 22 novembre 1435, marié à Marie Van Peteghem (née à Kanegem le 28 août 1375 et y décédé le 14 septembre 1451). Ils étaient marchands et ont été enregistrés comme bourgeois (poorters en flamand)[réf. nécessaire].

## Histoire
Guillielmus De Roo et Marie-Louise Van Peteghem avaient déjà atteint un statut qui leur permettait de laisser des traces écrites au XIVe siècle, ce qui présupposait qu'ils possédaient des biens imposables ou occupaient une fonction publique. Le nombre de leurs descendants est difficile à déterminer. Ceux-ci se retrouvent en Belgique, au Canada, aux États-Unis, en France, aux Pays-Bas et au Portugal.
Les premières générations de descendants du couple Guillielmus et Marie-Louise sont nées et décédées à Kanegem (arrondissement de Tielt en Flandre-Occidentale). Deux branches se sont formées à la sixième génération :
1. la première branche, descendante de Jooris De Roo (Kanegem, 1545-1610), est présente en Flandre-Occidentale entre le XVIIe siècle et le XIXe siècle, plus précisément à Ruiselede, Tielt et Bruges. Les générations suivantes ont compris des commis, notaire, juge ou des personnes exerçant des fonctions politiques. L'un d'entre eux, Charles De Roo, membre du Congrès national, a été anobli (branche éteinte).
2. l'autre branche est issue du frère cadet de Jooris, Vincent De Roo (Kanegem, 1547 - Delft, 1597), et de son épouse Pérone la Note (décédée à Delft en 1602), qui se sont enfuis à Delft aux Pays-Bas pendant la Réforme protestante. Leurs descendants occupaient des fonctions au niveau municipal (maire, etc.), navigateurs, et au niveau national (y compris comme ministre de la guerre). En outre, certains ont occupé des postes importants dont ceux de gouverneurs, commissaires ou négociant principal à la VOC dans les Indes néerlandaises. Quelques membres ont également été anoblis. Cette branche est répartie dans l'ensemble des Pays-Bas, la majorité étant dans la région de Delft.

## Branches

### Descendants de Jooris De Roo
- Joannes Carolus De Roo (Ruiselede, 1747 - Tielt, 1834) : greffier puis notaire de Tielt ;
- Franciscus De Roo (1652-1714) : procureur, membre du Conseil de Flandre pour Gand ;
- Charles De Roo (1793-1880), petit-fils de Joannes De Roo. Membre du Congrès national en 1830. Représentant belge et juge, il a été anobli.
- Jonkheer Armand Charles Camille Marie de Roo (1853-1932), petit-fils de Charles De Roo, docteur en droit et président de la Cour d'appel de Bruxelles.
- Willem Carolus De Roo (1829-1908) : marchand , maire de Nieuport (1884-1908), Chevalier de l’ordre de Léopold et ami de Léopold II.
- Remi Joseph De Roo (né à Swan Lake au Canada le 24 février 1924) : évêque de Victoria (Île de Vancouver au Canada).

Les personnes suivantes dépendent également de cette branche :
- Johan De Roo (né à Beermen, 15 janvier 1948) : ancien membre du parlement, président de groupe et vice-président honoraire du Parlement flamand, ancien maire de Maldegem (1998-2012).
- Greet De Roo (né à Beermen, 17 avril 1960) : anciennement navigateur, maintenant maire de Ruiselede.

### Descendants de Vincent De Roo
- Cornelis de Roo (1624-1678), chirurgien en chef de la Compagnie néerlandaise des Indes orientales (VOC) à Batavia, marchand à Surate, comptable à Batavia.
  - Paulus de Roo (Batavia, 1658-Surate, 1695), commissaire de Ceylan, Malabar et Surate ayant amélioré la comptabilité de la VOC.
- Willem Matthijs de Roo (1662-1712), négociant en chef, superviseur général et secrétaire du Haut-Gouvernement de Batavia, gouverneur de Makassar et directeur du Bengale, conseiller extra-ordinaire des Indes.
  - Joan Carel Willemsz de Roo, seigneur de Van Roosenburgh et Blanckenburgh (1701-1761), maire de Delft, échevin, navigateur.
    - Alida Anna de Roo (1725-Delft, 1785). Elle épouse Joan Carel van Alderwerelt (Ayutthaya, 1726-1791), échevin, navigateur, membre du conseil des Eaux de Delftland, maire de Delft, gouverneur de l’OIC et membre de la famille Van Alderwerelt.
- Gaspar de Roo, seigneur Van Roosenburgh et Blanckenburgh (1734-1788), échevin, navigateur, maire de Delft.
- Robert de Roo (1904 - 1979), chanteur et bassiste.
- Rob de Roo (1944 - 2010), journaliste pour le Haagsche Courant.
- Robert de Roo (1967 - 2013), journaliste pour le Dagblad van het Noorden.